# Чарноцин (гмина, Казимежский повет)
Чарноцин (пол. Czarnocin) — сельская гмина (волость) в Польше, входит как административная единица в Казимежский повет, Свентокшиское воеводство. Население — 4241 человек (на 2004 год).

## Демография
| Перепись                       | Всего   | Всего | Женщины | Женщины | Мужчины | Мужчины |
| ------------------------------ | ------- | ----- | ------- | ------- | ------- | ------- |
| Единицы                        | человек | %     | человек | %       | человек | %       |
| Население                      | 4241    | 100   | 2127    | 50,2    | 2114    | 49,8    |
| Плотность населения (чел./км²) | 61      | 61    | 30,6    | 30,6    | 30,4    | 30,4    |

## Соседние гмины
1. Гмина Дзялошице
2. Гмина Казимежа-Велька
3. Гмина Опатовец
4. Гмина Пиньчув
5. Гмина Скальбмеж
6. Гмина Вислица
7. Гмина Злота